# ناحیه یاکناپاتافا

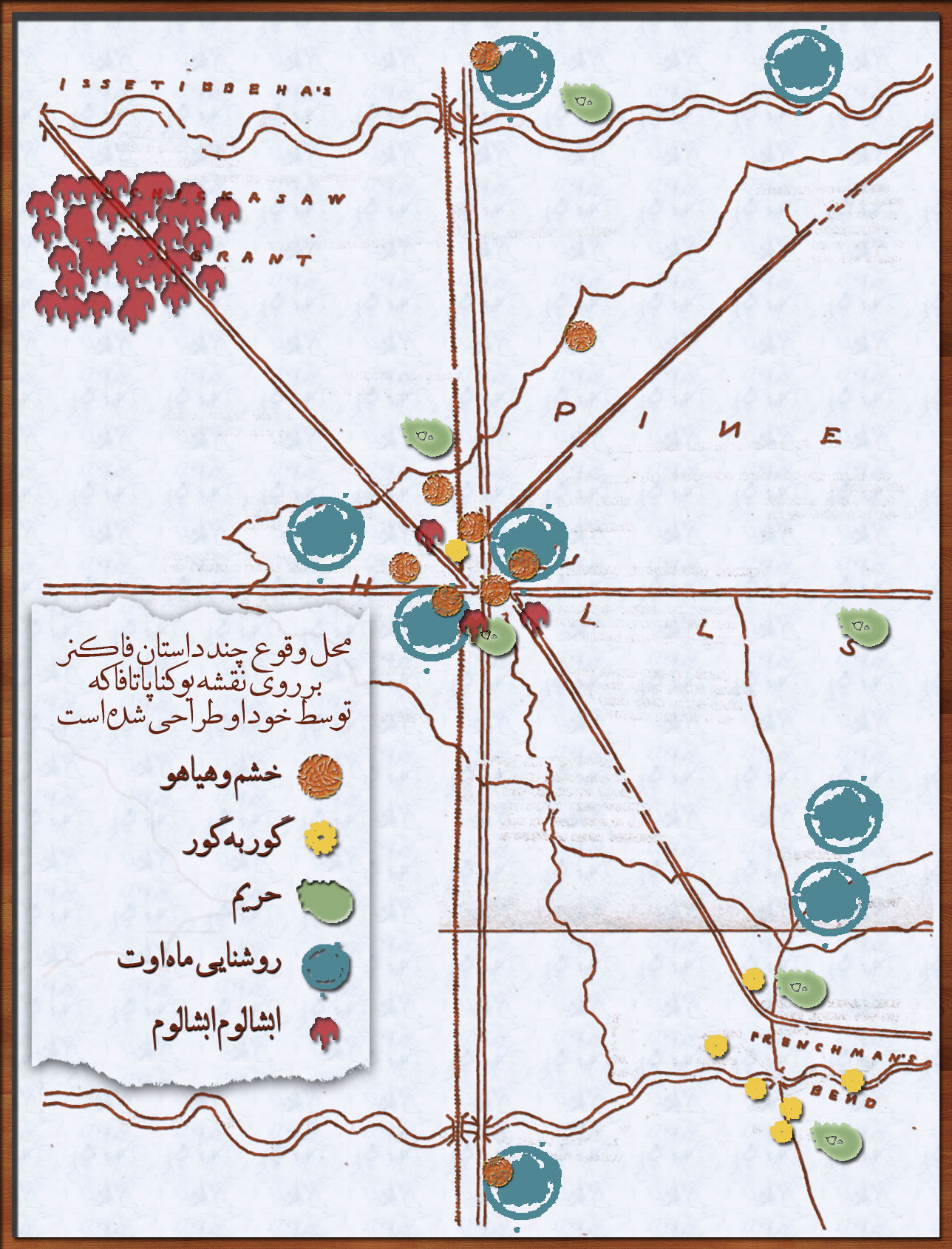
محل وقوع چند داستان فاکنربر روی نقشه یاکناپاتافا که توسط خود او طراحی شده است

ناحیهٔ یاکناپاتافا، منطقه‌ای است خیالی که توسط نویسنده آمریکایی، ویلیام فاکنر ساخته و پرداخته شده است. اغلب داستان‌های فاکنر در این منطقه خیالی جریان می‌یابد. فاکنر از شهرستان لافایت در ایالت می‌سی‌سی‌پی برای تجسم این منطقه خیالی الهام گرفته است. فاکنر اغلب یاکناپاتافا را «ولایت ساختگی من» می‌خواند.
از سومین رمان فاکنر به نام سارتوریس به بعد، به استثنای سه اثر(دو دکل، نخل‌های وحشی، حکایت)، همواره اتفاقات رمان‌های فاکنر در این منطقه خیالی جریان داشته است.
فاکنر نقشه‌ای از منطقه خیالی یاکناپاتافا در انتهای کتاب ابشالوم، ابشالوم! درج کرده است. محققین معاصر محل وقوع سایر داستان‌های فاکنر را نیز در این نقشه مشخص کرده‌اند.
کلمه یاکناپاتافا از دو کلمه یاکنا و پاتافا ساخته شده که ریشه در زبان بومیان می‌سی‌سی‌پی دارد و به معنای «زمین منفصل» است.